# War, Inc.

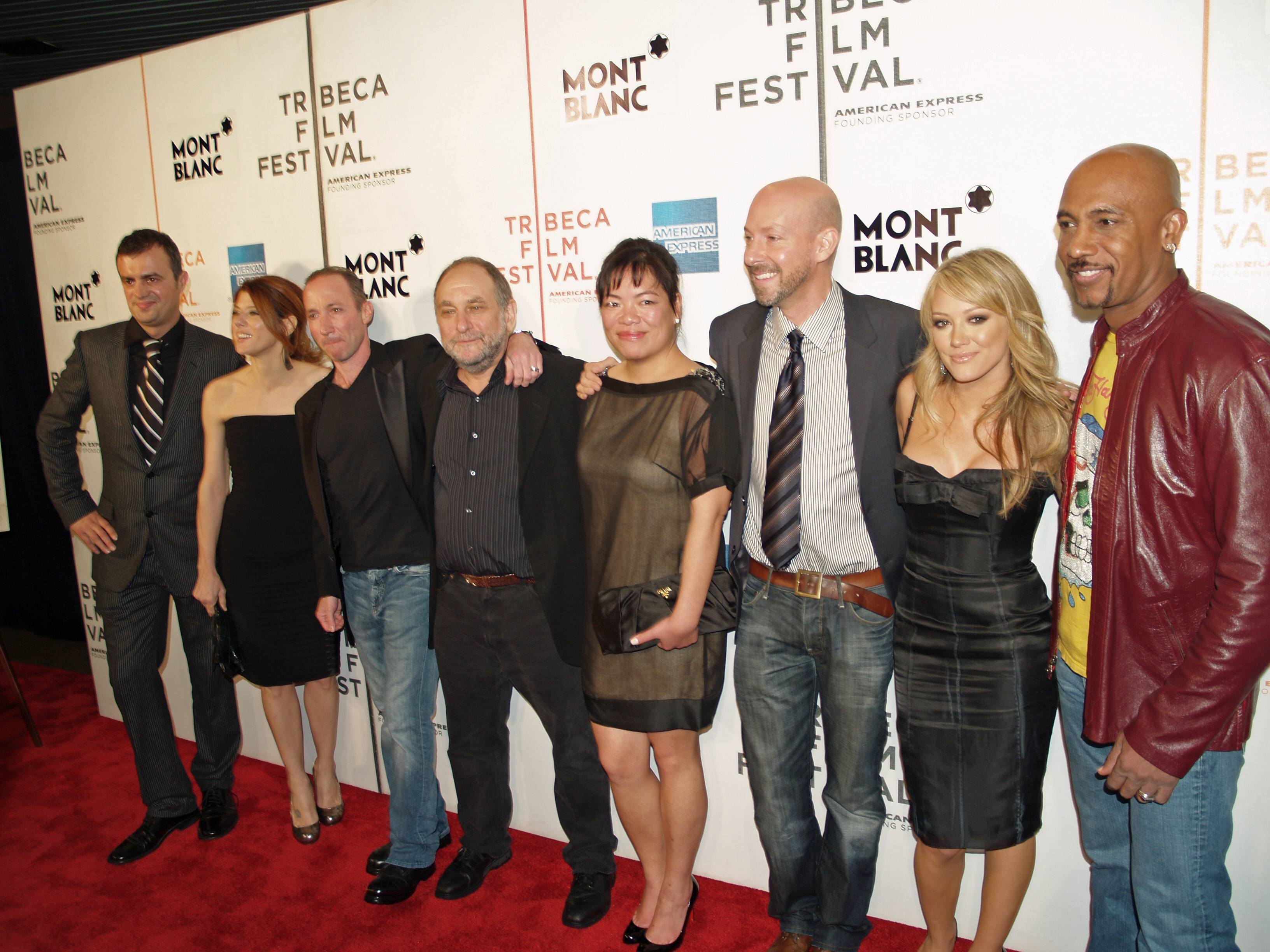
Cast

War, Inc., werktitel: Brand Hauser: Stuff Happens, is een satirische oorlogsfilm uit 2008 die op sarcastische wijze de spot drijft met de oorlogsindustrie. De productie stond onder regie van Joshua Seftel en werd gemaakt naar een idee van hoofdrolspeler John Cusack, die tevens een van de producenten was.
Ben Kingsley werd voor zijn spel genomineerd voor de Razzie Award voor 'slechtste bijrolspeler'.

## Verhaal
In het door oorlog verwoeste land Turaqistan heeft de eerste volledig geprivatiseerde bevrijding plaatsgevonden. Het bedrijf Tamerlane was verantwoordelijk voor zowel de oorlogsvoering als voor de inmiddels in gang gezette wederopbouw. Het heeft daarbij huurmoordenaar Brand Hauser ingezet om Lyubomir Neikov te vermoorden, de president van een van Turaqistans buurlanden.
Hauser komt aan in Tarqistan onder het valse voorwendsel dat hij als zakenman een manifestatie van Tamerlane in goede banen komt leiden. Hierdoor kan hij makkelijk in de buurt komen van Shariff, een van de bezoekers. Zijn werk wordt alleen een stuk gecompliceerder wanneer de kritische en aantrekkelijke journaliste Natalie Hegalhuzen op het toneel verschijnt en dé popsensatie van het Midden-Oosten - Yonica Babyyeah meer blijkt te zijn dan op het eerste oog duidelijk wordt.

## Rolverdeling
| Acteur       | Personage            |
| ------------ | -------------------- |
| John Cusack  | Brand Hauser         |
| Hilary Duff  | Yonica Babyyeah      |
| Ben Kingsley | Walken / The Viceroy |
| Marisa Tomei | Natalie Hegalhuzen   |
| Joan Cusack  | Marsha               |
| Ben Cross    | Medusa Hair          |
| Dan Aykroyd  | Mr. Vice President   |